# Gary Ruvkun
Gary Ruvkun (* 26. března 1952 Berkeley) je americký molekulární biolog židovského původu, společně s Victorem Ambrosem nositel Nobelovy ceny za fyziologii a lékařství z roku 2024, kterou získali za objev mikroRNA a jejich role v posttranskripční regulaci genové exprese.
Gary Ruvkun je absolventem oboru biofyzika na Kalifornské univerzitě v Berkeley (1973) a Harvardově univerzitě, kde roku 1982 získal titul Ph.D. K roku 2024 působí jako profesor genetiky na lékařské fakultě Harvardovy univerzity (Harvard Medical School) a také v rámci molekulárně-biologických výzkumných programů fakultní nemocnice Massachusetts General Hospital.
Společně s laboratoří V. Ambrose se jeho laboratoř podílela zejména na objevu a popisu funkce mikroRNA. První z nich byla RNA lin-4, jež je u háďátka obecného (Caenorhabditis elegans) komplementární vůči sekvencím v 3' nepřekládané oblasti mRNA pro transkripční faktor LIN-14, jehož množství tak malé RNA lin-4 negativně regulují. Později objevená malá RNA let-7 již byla detekována napříč širokou škálou živočišných kmenů, včetně strunatců (resp. obratlovců), měkkýšů, kroužkovců či členovců. Regulace prostřednictvím miRNA je nyní mezi živými organismy považována za rozšířený fenomén, v případě člověka může existovat více než 1 000 lokusů pro miRNA. Ruvkunova laboratoř se dále podílela např. na výzkumu genů regulujících stárnutí a metabolismus či na projektu, jenž má umožnit sekvenování případných nukleových kyselin z jiných vesmírných objektů, než je Země (The Search for Extraterrestrial Genomes; SETG).
Gary Ruvkun je nositelem Ceny Alberta Laskera, Wolfovy ceny za lékařství, Průlomové ceny ve vědách o životě, Ceny Franklinova institutu či Gairdner International Award.